# Культ святых в исламе
Ку́льт святы́х в исламе (араб. تقديس الأولياء‎, такди́с-уль-авлия́) сформировался под влиянием древних языческих верований, которые предполагали существование мелких божеств, почитаемых узким кругом местных верующих.
В исламе не принята практика канонизации святых, а реально существовавший человек или мифический персонаж становился почитаемым по воле народных масс. Такая свобода инициативы привела к введению в ислам чужеродных элементов, что приводило к протесту отдельной части мусульман. Например, одним из лозунгов Мухаммада ибн Абд аль-Ваххаба и его последователей было очищение ислама от языческого культа святых.

## Истоки культа святых
По мере завоевания мусульманами стран и земель, жители которых до этого придерживались языческих и политеистических верований, в ислам проникали разные элементы этих религий. По мнению Игнаца Гольдциера, культ святых стал удобным каналом для проникновения в религию пережитков более древних верований. Прежние языческие божества, которым поклонялись жители завоёванных земель, в связи с новыми реалиями перевоплощались в мусульманских святых-авлия. Нередко народная религия идёт вразрез с официальным и систематизированным исламским богословием.
Наиболее отчётливую связь между древними верованиями и современным культом святых можно проследить в тех местах, где мусульманская святыня находится на месте прежнего языческого капища. Также об этом свидетельствует тот факт, что некоторые святые сохранили своё прежнее языческое имя. Среднеазиатские святые Биби Сешанбе, Биби-мушкиль-кушо, Джоумард-кассаб, Амбар-она, Хубби и др. почитались местными народами задолго до обращения их в ислам. В образе героя Сиявуша можно заметить образ умирающего и воскресающего божества, а в легендах о Хасане и Хусейне, Кусаме ибн Аббасе или куня-ургенчском Джамильджане прослеживаются мотивы мифов о «страдающем божестве».
Вокруг гробниц Бахауддина Накшбанда (Бухара) и Баварис-бобо (Хива) ежегодно устраивались шествия и процессии с цветами, в чём можно проследить остатки традиций древних аграрных культов.

## Культ святых и культ предков
В культе святых некоторых мусульманских регионов можно заметить остатки доисламского культа предков, когда основатель рода и другие старейшины с прошествием времени обожествлялись и наделялись сверхъестественными способностями. Например, считается, что некоторые туркменские святые пренебрежительно и даже враждебно относятся к определённым племенам и родам, которые провинились перед ними ещё тогда, когда они были живы, и наоборот, прежде всего помогают своим родственникам, несмотря на заявления о том, что «святые справедливы» и помогают всем в равной мере.

## Способности и чудеса святых
Согласно народным верованиям святые могут творить чудеса, способны напрямую общаться с Аллахом и даже спорить с ним, угрожать ему. Например, легенда о святом Диван-и-Бурхе (каз. Шайқы-Бұрқы диуана у казахов, туркм. Burkut baba или туркм. Burkut diwana у туркмен) гласит, что он простоял 40 дней на одной ноге (иногда: на большом пальце или на мизинце левой ноги) без воды и пищи и попросил Аллаха уничтожить Ад. Бог не соглашается на его просьбу, и обиженный Диван-и-Бурх одной ногой разрушает одно из отделений Ада. По другой версии, Аллах разрушает все уровни Ада, кроме одного. У туркмен считается, что Аллах доверил Буркут-бабе управление дождём, и он ходит по небу, посохом подгоняя облака и хлеща по ним кнутом, когда нужен дождь. В одной легенде о Буркуте-Бурхе он разрушает угол трона Аллаха из-за того, что тот не даёт потомства бездетным супругам, и грозится сам наделить их детьми. В бухарской версии легенды святой угрожает Аллаху пращой, вынуждая его дать потомство купцу. Аллах объясняет свою уступку тем, что если бы он не согласился, «он перевернул бы небо и землю».
Одной из способностей святых считается защита и покровительство своих родственников и потомков. Известно, что среднеазиатские разбойники боялись посягать на стада потомков ходжей, опасаясь гнева со стороны могущественного предка. Простолюдины боялись даже соревноваться с потомками святых и перед началом скачек и тому подобных состязаний вручали первый приз ходжам.
По словам шиитских-исна’ашаритских богословов[каких?], имамы из рода Али ибн Абу Талиба заведуют исполнением нужд. Для этого следует бросить записку с пожеланием к могиле одного из имамов или (если могилы поблизости нет) в реку или глубокий колодец, и просьба обязательно дойдёт до святого. Для получения заступничества Хусейна шииты-двунадесятники поедают землю его могилы. В 2020 году аятолла Хашем Батхаи Гольпайегани объявил о том, что излечился от коронавирусной инфекции после поедания земли с могилы Хусейна (спустя несколько дней Гольпайегани умер).

## Паломничество и поклонение могилам святых
Неотъемлемой частью мусульманского культа святых является паломничество к местам захоронения святых, имамов и т. п. деятелей ислама. Гробницы, воздвигнутые над могилами святых, становятся центрами «священных» городов (ан-Наджаф и Кербела в Ираке, Мешхед в Иране, Мазари-Шариф в Афганистане).
Целью паломничества (зиярат) к могилам святых является получение благодати и покровительства от святого. При совершении зиярата к святым мусульмане читают возле могилы суры из Корана, совершают ритуальный обход вокруг него (таваф), совершают жертвоприношения. Множество мусульман при посещении могил напрямую просят у умерших удовлетворения своих нужд, совершают земные поклоны (суджуды) и трутся к могиле, что приравнивается богословами к поклонению идолам. Другие же возносят свои молитвы, используя святых в качестве заступников перед Аллахом. Также среди мусульман распространено мнение, что мольбы возле могил святых лучше принимаются Аллахом.
Большинство святых мест в мусульманских странах являются могилами потомков пророка Мухаммеда от Али и Фатимы (сеиды и шерифы) или четырёх Праведных халифов (овляды). Традиционно считается, что они имеют сверхъестественные силы и могут творить чудеса (караматы).